# Сан-Педро-Кахонос
Сан-Педро-Кахонос (исп. San Pedro Cajonos)  —   муниципалитет в Мексике, входит в штат Оахака. Население — 989 человек.